# 66ª edizione dei Directors Guild of America Award
La 66ª edizione dei Directors Guild of America Award, presentata da Jane Lynch, si è tenuta il 25 gennaio 2014 al Century Plaza Hotel di Los Angeles. Le nomination per il cinema sono state annunciate il 7 gennaio, quelle per la televisione e la pubblicità sono state annunciate il 9 gennaio, mentre quelle per i documentari il 13 gennaio 2014.

## Cinema

### Film
- Alfonso Cuarón – Gravity
- Paul Greengrass – Captain Phillips - Attacco in mare aperto (Captain Phillips)
- Steve McQueen – 12 anni schiavo (12 Years a Slave)
- David O. Russell – American Hustle - L'apparenza inganna (American Hustle)
- Martin Scorsese – The Wolf of Wall Street

### Documentari
- Jehane Noujaim – The Square - Dentro la rivoluzione (The Square)
- Zachary Heinzerling – Cutie and the Boxer
- Joshua Oppenheimer – L'atto di uccidere (The Act of Killing)
- Sarah Polley – Stories We Tell
- Lucy Walker – The Crash Reel

## Televisione

### Serie drammatiche
- Vince Gilligan – Breaking Bad per l'episodio Felina
- Bryan Cranston – Breaking Bad per l'episodio Denaro insanguinato (Blood Money)
- David Fincher – House of Cards - Gli intrighi del potere (House of Cards) per il Capitolo 1 (Chapter 1)
- Lesli Linka Glatter – Homeland - Caccia alla spia (Homeland) per l'episodio La stella (The Star)
- David Nutter – Il Trono di Spade (Game of Thrones) per l'episodio Le piogge di Castamere (The Rains of Castamere)

### Serie commedia
- Beth McCarthy-Miller – Transparent per gli episodi Fessaggini! (Hugcock!) e L'ultimo pranzo (Last Lunch)
- Mark Cendrowski – The Big Bang Theory per l'episodio L'insufficienza da Hofstadter (The Hofstadter Insufficiency)
- Bryan Cranston – Modern Family per l'episodio L'albero di Natale (The Old Man & the Tree)
- Gail Mancuso – Modern Family per l'episodio Serata di beneficenza (My Hero)
- Anthony Rich – The Big Bang Theory per l'episodio Il potenziale dell'incantesimo d'amore (The Love Spell Potential)

### Miniserie e film tv
- Steven Soderbergh – Dietro i candelabri (Behind the Candelabra)
- Stephen Frears – Muhammad Ali's Greatest Fight
- David Mamet – Phil Spector
- Beth McCarthy-Miller e Rob Ashford – The Sound of Music Live!
- Nelson McCormick – Killing Kennedy

### Varietà, talk show, news, sport
- Don Roy King – Saturday Night Live per la puntata del 9 marzo 2013 presentata da Justin Timberlake
- Dave Diomedi – Late Night with Jimmy Fallon per la puntata del 15 marzo 2013
- Andy Fisher – Jimmy Kimmel Live! per la puntata 1810
- Jim Hoskinson – The Colbert Report per la puntata 10004
- Chuck O'Neil – The Daily Show with Jon Stewart per la puntata del 5 novembre 2013

### Varietà, talk show, news, sport – Speciali
- Glenn Weiss – 67ª edizione dei Tony Award
- Louis C.K.  – Louis C.K. Oh My God
- Joel Gallen – The 2013 Rock and Roll Hall of Fame Induction Ceremony
- Louis J. Horvitz – 55ª edizione dei Grammy Award
- Don Mischer – 85ª edizione dei Premi Oscar

### Reality/competition show
- Neil P. DeGroot – 72 Hours per la puntata del 13 giugno 2013 Lost Coast of New Zealand
- Matthew Bartley – The Biggest Loser per la puntata del 15 ottobre 2013 Week 1: "Second Chances"
- Bertram van Munster – The Amazing Race per la puntata del 20 ottobre 2013 Beards in the Wind
- Paul Starkman – Top Chef per la puntata del 13 febbraio 2013 Glacial Gourmand
- J. Rupert Thompson – The Hero per la puntata del 13 giugno 2013 Teamwork

### Programmi per bambini
- Amy Schatz – An Apology to Elephants
- Stephen Herek – I Murphy (Jinxed)
- Jeffrey Hornaday – Teen Beach Movie
- Adam Weissman – A.N.T. Farm - Accademia Nuovi Talenti (A.N.T. Farm) per l'episodio ANTiche influenze (influANTces)

## Pubblicità
- Martin de Thurah – spot per Hennessy (The Man Who Couldn't Slow Down), Acura MDX (Human Race)
- Fredrik Bond – spot per Heineken (Voyage), Johnnie Walker (From the Future)
- Noam Murro – spot per Guinness (Basketball), DirecTV (Kids), Volkswagen (Mask)
- Matthijs Van Heijningen – spot per PlayStation (Perfect Day), Verizon Communications (#Forty Eight)
- John X Carey – spot per Dove (Real Beauty Sketches)